# جزيرة الأمير إدوارد
مقاطعة جزيرة الأمير إدوارد (بالإنجليزية: Prince Edward Island)‏ في كندا، توجد هذه الجزيرة الصغيرة أمام سواحل مقاطعة نيو برونزويك في الخليج سانت لورنس، حيث تقع تحديداً على الساحل الشرقي لأمريكا الشمالية، وهي أصغر المقاطعات الكندية مساحة وأقلها من حيث عدد السكان، وتشتهر جزيرة الأمير إدوارد بمناظرها الطبيعية الجميلة، وتكلفة المعيشة منخفضة، ويوجد فيها العديد من الثقافات، وتتكون من مزيج فريد من الثقافة التقليدية والحديثة.

## تاريخ جزيرة الأمير إدوارد
الميكماك هم سكان الجزيرة الأوائل أو شعب الأمم الأولى. ويطلقون على الجزيرة اسم «إيبيكويتك» مما يعني مهد الأرض على الأمواج. في وقت لاحق، غيّر الأوروبيون اللفظ إلى «أبيغويت». ثم احتلت فرنسا جزيرة الأمير إدوارد، وأخذتها بريطانيا 1172هـ - 1758 م، وانضمت للاتحاد الكندي في سنة 1290 هـ - 1873 م، وسُمّيت على اسم الأمير إدوارد دوق كنت، وهو الابن الرابع للملك جورج الثالث ملك بريطانيا، وهو أيضاً والد الملكة فيكتوريا.
تسمّى جزيرة الأمير إدوارد بـ'مقاطعة الحديقة" وهذا لأن معظم الأراضي فيها هي أراضي زراعية، ويتمتع العديد من أهلها بزراعة الخضروات والزهور والحدائق خلال أشهر الربيع والصيف.

## جغرافية جزيرة الأمير إدوارد

### السطح
تبلغ مساحة الجزيرة 5656 كيلو متر مربعا، وسكانها حوالي مئة وخمسين ألف نسمة، وتعد أرض جزيرة الأمير إدوارد سهلية مموجة، تصلح للزراعة، كما أنها تتمتع بتوافر غابات واسعة وتغطي الغابات 920 كيلومتر مربعا، وتشمل أيضاً 800 كيلومتر من الشواطئ، ولا توجد بحيرات أو أنهار رئيسية في جزيرة الأمير إدوارد، فقط البرك والجداول.

### المناخ
مناخ جزيرة الأمير إدوارد بارد في الشتاء الطويل والصيف دافئ، وأمطارها وفيرة، حيث تصل درجة الحرارة القصوى في يوليو إلى 20 درجة مئوية، وفي حين أن درجة الحرارة الدنيا تكون في فبراير وتبلغ – 12 درجة مئوية، وتساقط الثلوج يكون من نوفمبر إلى أبريل.

## سياسة جزيرة الأمير إدوارد

### الحكومة
- لدى جزيرة برنس إدوارد 27 ممثلاً منتخباً ويسمون أعضاء الجمعية التشريعية (MLAs). وهم مسؤولون عن وضع القوانين في جزيرة برنس إدوارد.
- رئيس الحكومة في جزيرة برنس إدوارد هو البريمير.
- لدى المقاطعة نائب حاكم، المعين ممثلا للملكة في المحافظات.
- لدى جزيرة برنس إدوارد أربعة نواب ويمثلون مقاطعتهم في المجلس الكندي في أوتاوا.[7]

### العاصمة
مدينة شارلوت تاون، يبلغ عدد سكانها 36,000 نسمة. سميت على اسم الملكة شارلوت، زوجة الملك جورج الثالث. تأسست مدينة شارلوت أون في سنة 1855 وأصبحت المدينة الأولى في الجزيرة في عام ال 1875.

### أهم المدن
تنقسم جزيرة الأمير إدوارد إلى ثلاث مقاطعات: برنس، كوينز، وكينجز. وهناك العديد من المدن منها:
- سامرسايد
- ألبرتون
- بوردن كارلتون
- كورنوال
- كنسينغتون
- شمال روستيكو
- أوليري
- سوريس
- سترادفورد
- ثري ريفرز وتيجنيش

### حقوق المواطنين
يحق لجميع المواطنيين الكنديين والمقيمين الدائمين في الحصول على العديد من الخدمات مجاناً مثل:
- التعليم من الإبتدائي حتى الثانوية.
- الرعاية الصحية الشاملة.

## اقتصاد جزيرة الأمير إدوارد
يعتمد اقتصاد جزيرة الأمير إدوارد بشكل رئيسي على عدة أنشطة وهي:
أولاً: الزراعة تعد أحد أهم مصادر الدخل، وذلك بسبب الغطاء النباتي المكون من من الغابات الصنوبرية؛ والأراضي الصالحة للزراعة 1,399,040 أكرا، وبلغ دخلها الزراعي والحيواني سنة 1402 هـ - 1982 م 184 مليون دولار، كما أنها تزرع 30٪ من البطاطا.
ثانياً: السياحة
ثالثاً: صيد الأسماك الذي يعد العمل الرئيسي في المحافظة.
رابعاً: التصنيع الذي يركز بشكل رئيسي على تجهيز الأغذية.

## تعليم جزيرة الأمير إدوارد
لدى جزيرة الأمير إدوارد نظام تعليمي قوي، وتعمل على تقديم برامج تعليمية وتدريبية ما بعد الثانوية العامة التي تركز على التجارة وكيفية العثور على وظيفة، أما بالنسبة للتعليم العالي فيوجد جامعة واحدة وهي جامعة جزيرة الأمير إدوارد.

## أعلام جزيرة الأمير إدوارد
- جورج وود
- تروي ليتل
- بيتر ماكينون
- بيتر دبليو. فوربس
- روبن نيل
- غوستاف جينجراس
- جيري سيمبسون
- آنا شارلي كاثبرين

## انظر ايضاً
- أسباب تدفعك لزيارة جزيرة الأمير إدوارد خلال رحلتك المقبلة.
- المهن المطلوبة في جزيرة الأمير إدوارد في 2021
- حالة الطقس اليومي لجزيرة الأمير إدوارد

## المصدر
- الأقليات المسلمة في الأمريكتين والبحر الكاريبي – سيد عبد المجيد بكر.